# Борна (князь Хорватии)
Борна — князь Приморской Хорватии в 810—821 годах и вассал Франкии. Правил Далмацией из города Нин.

## Биография
Согласно информации из «Анналов королевства франков», Борна был князем гачан — славянского племени, жившего на территориях от северной Далмации до реки Гудуча.
В 819 году Людевит Посавский из Паннонской Хорватии поднял восстание против власти франков, а Борна сохранил верность Людовику Благочестивому и напал на своего бывшего союзника. Во время битвы на реке Купа племя гадчан отказалось подчиняться Борне и перешло на сторону Людевита. В этом сражении Борна погиб бы, если бы не его телохранители. Однако союзник Борны и отец жены Людевита — Драгамож — пал на поле боя.